# Desmiphora barbata
Desmiphora barbata är en skalbaggsart som beskrevs av Martins och Maria Helena M. Galileo 2005. Desmiphora barbata ingår i släktet Desmiphora och familjen långhorningar. Inga underarter finns listade i Catalogue of Life.